# Banjar Maga
Banjar Maga is een bestuurslaag in het regentschap Mandailing Natal van de provincie Noord-Sumatra, Indonesië. Banjar Maga telt 555 inwoners (volkstelling 2010).